# وارا مونیکیپلیتی
وارا مونیکیپلیتی (به سوئدی: Vara Municipality) یک ناحیه شهری در سوئد است که در استان وسترا یوتالاند واقع شده‌است.